# Aznawur Nojemberian
Aznawur Nojemberian (orm. „Անզավոր“ Ֆուտբոլային Ակումբը Նոյեմբերյան, "Aznawur" Futbolajin Akumby Nojemberian) – ormiański klub piłkarski z siedzibą w mieście Nojemberian.

## Historia
Chronologia nazw:
- 1981–1991: Pahacojagorc Nojemberian (orm. «Պահածոյագործ» Նոյեմբերյան)
- 1992–1996: Aznawur Nojemberian (orm. «Անզավոր» Նոյեմբերյան)

Klub Piłkarski Pahacojagorc Nojemberian został założony w 1981 roku. Na początku występował w rozgrywkach lokalnych, a w 1990 startował w Wtoroj Nizszej Lidze Mistrzostw ZSRR.
Po uzyskaniu przez Armenię niepodległości, w 1992 jako Aznawur Nojemberian debiutował w najwyższej lidze Armenii, w której zajął spadkowe 10. miejsce w 1 grupie, i spadł do Aradżin chumb. W 1993 zajął drugie miejsce i kontynuowałby występy w 2 lidze, ale tak jak klub z 1 ligi Impuls Diliżan zrezygnował z dalszych występów, to zajął jego miejsce. Od 1994 ponownie występował w Bardsragujn chumb. W sezonie 1995/96 zajął ostatnie 12. miejsce i spadł do drugiej ligi. Po zakończeniu sezonu 1996/97 spędzonym w drugiej lidze z przyczyn finansowych zrezygnował z dalszych występów i został rozformowany.

## Sukcesy
- Mistrzostwo Armenii: 8. miejsce (1994)
- Puchar Armenii: 1/8 finału (1995, 1995/96)